# Hugo Bolin
Axel Hugo Bolin (Borås, 24 luglio 2003) è un calciatore svedese, centrocampista del Malmö FF.

## Carriera

### Club
Bolin ha iniziato a giocare a calcio a livello amatoriale con il Sjömarkens e nel 2019, dopo aver giocato alcuni incontri in sesta divisione con il Sandareds IF, è entrato a far parte del settore giovanile del Malmö FF. Ha debuttato in prima squadra il 13 ottobre 2021 nell'incontro di Svenska Cupen vinto 5-1 contro l'Onsala BK e nel dicembre seguente ha firmato il suo primo contratto professionistico.
Il 17 gennaio 2022 è stato ceduto in prestito al BK Olympic in Ettan. Il 2 aprile ha debuttato nell'incontro vinto 2-1 contro il Qviding e cinque giorni dopo ha segnato il suo primo gol nel calcio professionistico nell'incontro pareggiato 1-1 contro il Tvååkers IF.
Rientrato a Malmö al termine della stagione, il 23 febbraio 2023 ha proluncato il contratto ed è stato confermato in squadra. Ha debuttato in Allsvenskan il 30 aprile nell'incontro vinto 4-2 contro l'Hammarby. Utilizzato di rado, il 23 agosto seguente è stato prestato al Degerfors, con cui il 28 ottobre 2023 ha segnato il suo primo gol nella massima divisione svedese, contro il Varberg.
Rientrato dal prestito, è tornato a far parte della rosa del Malmö, assumendo un ruolo di rilievo al punto da venire premiato come giocatore del mese di agosto dell'intero campionato. Con un contributo di 10 gol e 3 assist in 25 presenze nell'Allsvenskan 2024, ha aiutato la squadra a confermarsi campione di Svezia.

### Nazionale
Ha giocato nelle nazionali giovanili svedesi Under-17 ed Under-21.
Il 14 ottobre 2024 ha debuttato con la nazionale maggiore nella sfida vinta in trasferta in Nations League contro l'Estonia (0-3).

## Statistiche

### Presenze e reti nei club
Statistiche aggiornate al 13 febbraio 2025.
| Stagione        | Squadra         | Campionato      | Campionato | Campionato | Coppe nazionali | Coppe nazionali | Coppe nazionali | Coppe continentali | Coppe continentali | Coppe continentali | Altre coppe | Altre coppe | Altre coppe | Totale | Totale | Totale |
| Stagione        | Squadra         | Comp            | Pres       | Reti       | Comp            | Pres            | Reti            | Comp               | Pres               | Reti               | Comp        | Pres        | Reti        | Pres   | Reti   |        |
| --------------- | --------------- | --------------- | ---------- | ---------- | --------------- | --------------- | --------------- | ------------------ | ------------------ | ------------------ | ----------- | ----------- | ----------- | ------ | ------ | ------ |
| 2019            | Sandareds IF    | D4              | 3          | 1          |                 | -               | -               |                    | -                  | -                  |             | -           | -           | 3      | 1      |        |
| 2021            | Malmö FF        | A               | 0          | 0          | CS              | 1               | 0               |                    | -                  | -                  |             | -           | -           | 1      | 0      |        |
| 2022            | BK Olympic      | D1              | 29         | 8          | CS              | 0               | 0               |                    | -                  | -                  |             | -           | -           | 29     | 8      |        |
| 2023            | Malmö FF        | A               | 7          | 0          | CS+CS           | 4+0             | 0               |                    | -                  | -                  |             | -           | -           | 11     | 0      |        |
| 2023            | Degerfors       | A               | 9          | 1          | CS              | 0               | 0               |                    | -                  | -                  |             | -           | -           | 9      | 1      |        |
| 2024            | Malmö FF        | A               | 25         | 10         | CS+CS           | 4+3             | 0               | UCL+UEL            | 6+8                | 2+1                |             | -           | -           | 46     | 13     |        |
| Totale Malmo    | Totale Malmo    | Totale Malmo    | 32         | 10         |                 | 12              | 0               |                    | 14                 | 3                  |             | -           | -           | 58     | 13     |        |
| Totale carriera | Totale carriera | Totale carriera | 73         | 20         |                 | 12              | 0               |                    | 14                 | 3                  |             | -           | -           | 99     | 23     |        |

## Palmarès

### Club

#### Competizioni nazionali
- Campionato svedese: 2

Malmö: 2023, 2024